# Ethelheard z Hwicce
Ethelheard z Hwicce (nieznana data urodzenia ani śmierci) - syn Oshere, współrządził królestwem Hwicce wraz ze swymi braćmi.
Imię Ethelhearda znamy z zachowanych aktów darowizn, które poświadczał:
- 692 - sprzedaż ziem w Ingon
- 692 - darowizna Ethelreda z Mercji dla Oslafa z Worcester
- 693 - darowizna Oshere dla Cuthswith, ksieni w Inkberrow
- 709 - darowizna Cenreda dla biskupa Ecgwine